# Assemblée nationale (Cap-Vert)
Pour les autres articles nationaux ou selon les autres juridictions, voir Assemblée nationale.
Xe législature
Palais de l'Assemblée nationale
L'Assemblée nationale (en portugais : Assembleia nacional) est le parlement monocaméral de la république du Cap-Vert depuis 1992. Composée de 72 députés élus pour cinq ans, elle siège à Praia, la capitale du pays.

## Histoire

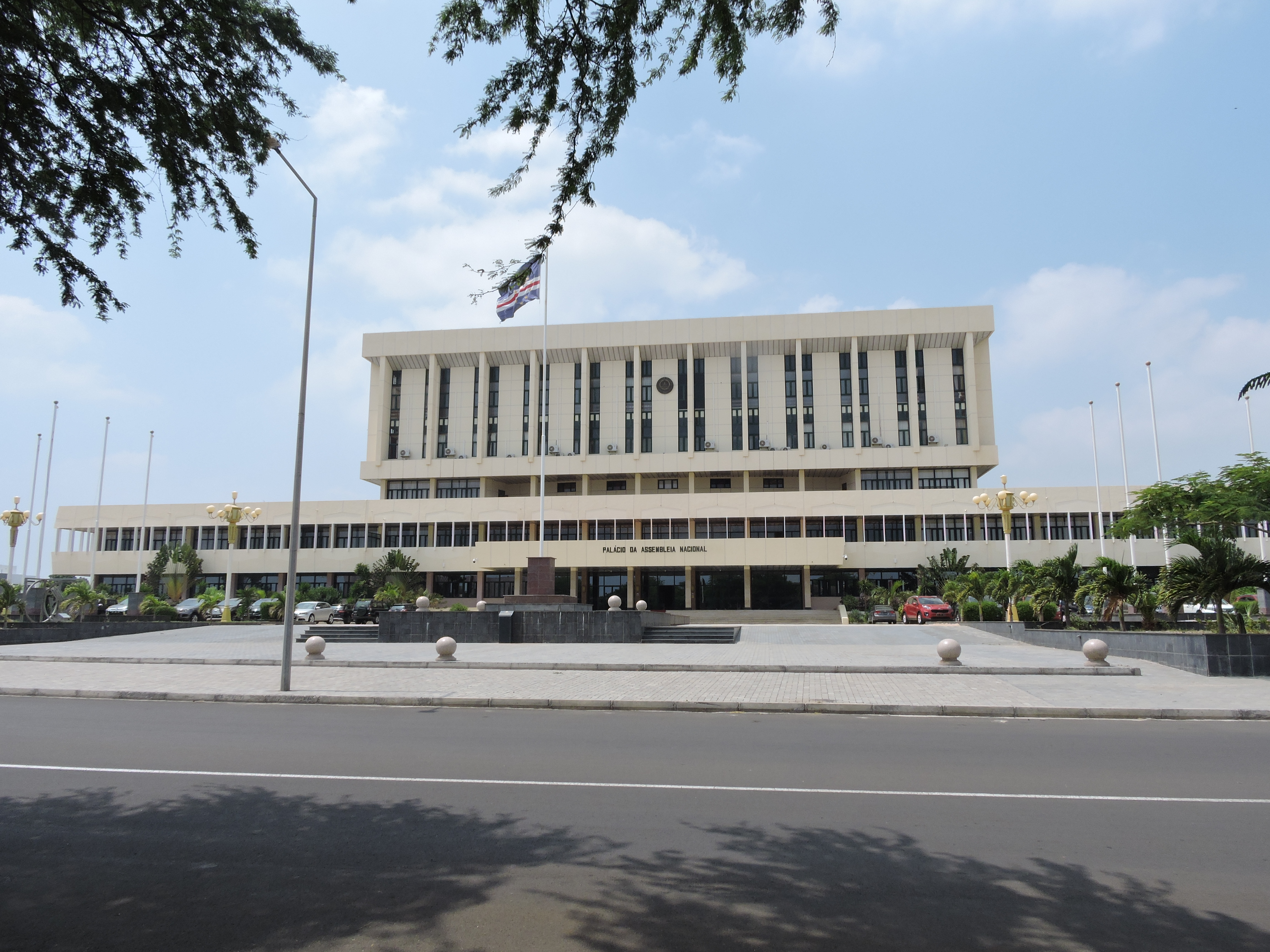
Le palais de l'Assemblée nationale situé à Praia.

Le premier organe législatif du Cap-Vert est institué en 1975 lors de l'indépendance du pays sous le nom d'Assemblée nationale populaire (ANP). 
Lors de l'adoption  de la nouvelle constitution en 1992, l'ANP est remplacé par l'Assemblée nationale, encore en place aujourd'hui.

## Système électoral
L'Assemblée nationale est composée de 72 sièges pourvus pour cinq ans au scrutin proportionnel plurinominal avec listes fermées dans 13 circonscriptions de deux à 15 sièges. Sur ce total, 66 sièges sont pourvus dans les dix circonscriptions électorales qui divisent le territoire national, tandis que les six autres le sont par la diaspora, à raison de deux pour l'Afrique, deux pour les Amériques et deux pour l'Europe et le reste du monde. Après décompte des suffrages, les sièges sont alloués selon la méthode D'Hondt. Toutes les listes de candidats doivent respecter le principe de représentation équilibrée des deux sexes,.
Si la façon dont la législature est pourvue figure dans une simple loi électorale, le nombre de ses membres et sa durée sont quant à eux inscrits dans la constitution de 1992, révisée en 2010. L'article 153 de la Constitution dispose ainsi qu'elle « se compose d'au moins soixante-six et d'au plus soixante-douze députés » tandis que l'article 154 indique que « l'élection doit intervenir à une date comprise dans une période débutant quatre ans et onze mois après la date de l'élection précédente et prenant fin à l'expiration du délai de cinq ans et quinze jours à compter de cette date ».

## Liste des présidents
| Titulaire                         | Début           | Fin             | Parti | Parti |
| --------------------------------- | --------------- | --------------- | ----- | ----- |
| Abílio Duarte                     | 4 juillet 1975  | 24 février 1991 |       | PAICV |
| Amilcar Spencer Lopes             | 25 février 1991 | 30 janvier 1996 |       | MpD   |
| António do Espírito Santo Fonseca | 30 janvier 1996 | 13 février 2001 |       | MpD   |
| Aristides Raimundo Lima           | 13 février 2001 | 11 mars 2011    |       | PAICV |
| Basílio Mosso Ramos               | 11 mars 2011    | 20 avril 2016   |       | PAICV |
| Jorge Santos                      | 20 avril 2016   | 19 mai 2021     |       | MpD   |
| Austelino Tavares Correia         | 19 mai 2021     | en cours        |       | MpD   |